# Ossi i Wessi
     NRD
     RFN
     Berlin Zachodni

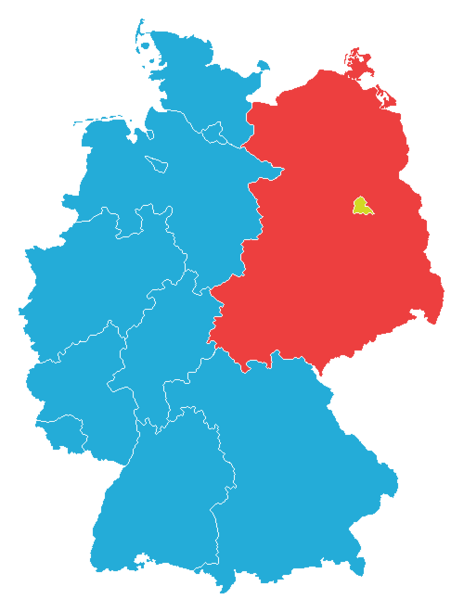
Mapa podzielonych Niemiec
NRD
RFN
Berlin Zachodni

Ossi [ˈɔsiː] i Wessi [ˈvɛsiː] – nieformalne określenie mieszkańców byłej Niemieckiej Republiki Demokratycznej (NRD), czyli wschodnich Niemiec i mieszkańców Niemiec Zachodnich w okresie podziału Niemiec, pochodzi od niemieckiego określenia wschodu i zachodu - ost i west.
Określenie Wessi pojawiło się razem z mianem Ossi, by podkreślić różnice pomiędzy mieszkańcami wschodnich i zachodnich Niemiec, które wynikały z powstałych dużych różnic kulturowych i światopoglądowych w podzielonym granicą kraju.
Po zjednoczeniu wśród Niemców z Zachodu określenie Ossi miało znaczenie pejoratywne.
W Polsce określenie Ossi używane jest rzadko, znacznie częstsze jest, odpowiadające mu, określenie, pochodzące od polskiego akronimu nazwy tego państwa – enerdowcy.